# USS LST-134
O USS LST-134 foi um navio de guerra norte-americano da classe LST que operou durante a Segunda Guerra Mundial.